# Diócesis de Treviso
La diócesis de Treviso (en latín: Dioecesis Tarvisina y en italiano: Diocesi di Treviso) es una circunscripción eclesiástica de la Iglesia católica en Italia. Se trata de una diócesis latina, sufragánea del patriarcado de Venecia. Desde el 6 de julio de 2019 su obispo es Michele Tomasi.

## Territorio y organización

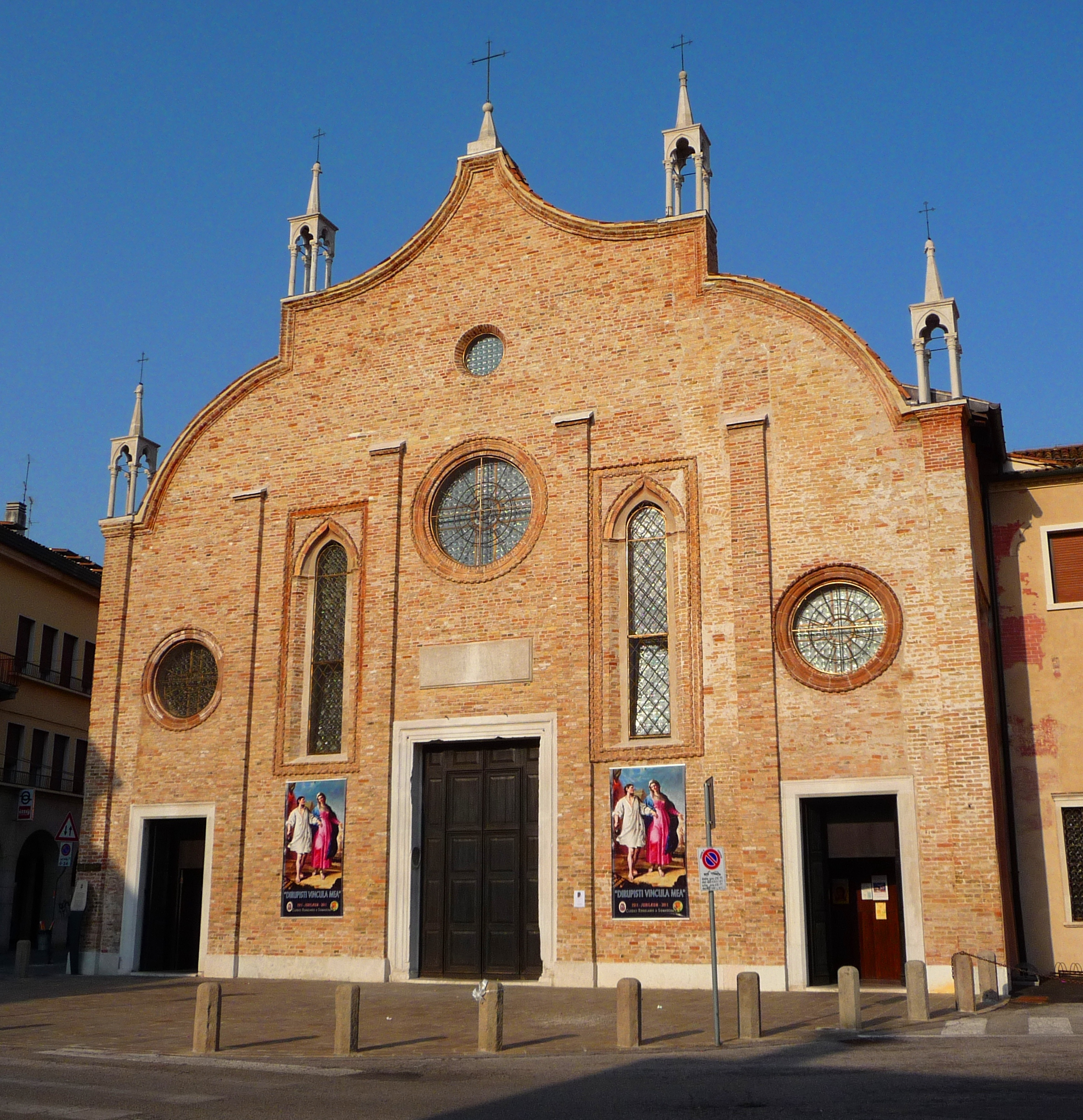
Basílica de Santa María la Mayor, en Treviso

La diócesis tiene 2194 km² y extiende su jurisdicción sobre los fieles católicos de rito latino residentes en parte de la región de Véneto, comprendiendo en:
- la ciudad metropolitana de Venecia las comunas de: Noventa di Piave, Fossalta di Piave, San Donà di Piave (la mayor parte), Musile di Piave, Meolo, Marcon, Scorzè, Martellago, Salzano, Noale, Spinea, Mirano y Santa Maria di Sala (en parte);
- la provincia de Padua las comunas de: Galliera Veneta, Tombolo (en parte), San Martino di Lupari, Villa del Conte (en parte), Loreggia, Piombino Dese, Trebaseleghe, Massanzago y Camposampiero (en parte);
- la provincia de Vicenza la comuna de Mussolente;
- la provincia de Treviso las comunas de: parte de Pieve del Grappa (creada en 2019 por fusión de las comunas de Crespano del Grappa y Paderno del Grappa), Possagno, Cavaso del Tomba, Castelcucco, Monfumo, Pederobba, Cornuda, Maser, Crocetta del Montello, Giavera del Montello, Volpago del Montello, Caerano di San Marco, Asolo, Fonte, San Zenone degli Ezzelini, Nervesa della Battaglia, Arcade, Spresiano, Cimadolmo, Altivole, Montebelluna, Povegliano, Maserada sul Piave, Ormelle (en parte), Loria, Riese Pio X, Trevignano, Ponzano Veneto, Villorba, Breda di Piave, Ponte di Piave (la mayor parte), Castello di Godego, Castelfranco Véneto, Vedelago, Istrana, Paese, Treviso, Carbonera, San Biagio di Callalta, Monastier di Treviso, Zenson di Piave, Salgareda (en parte), Resana, Morgano, Quinto di Treviso, Zero Branco, Casier, Silea, Preganziol, Casale sul Sile, Roncade y Mogliano Veneto.

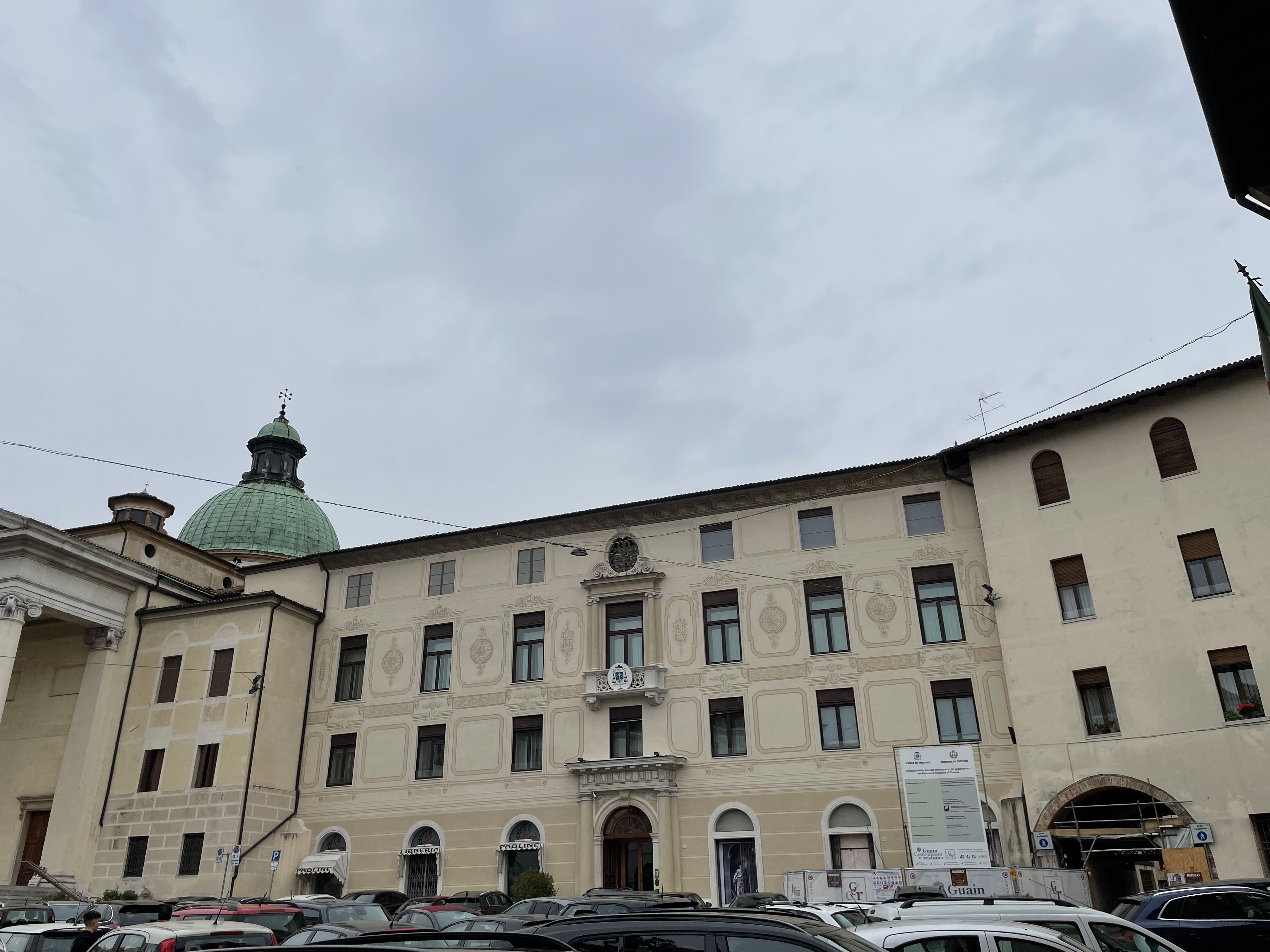
Palacio episcopal de Treviso

La sede de la diócesis se encuentra en la ciudad de Treviso, en donde se halla la Catedral de San Pedro Apóstol y la basílica de Santa Fosca en Santa María Mayor.

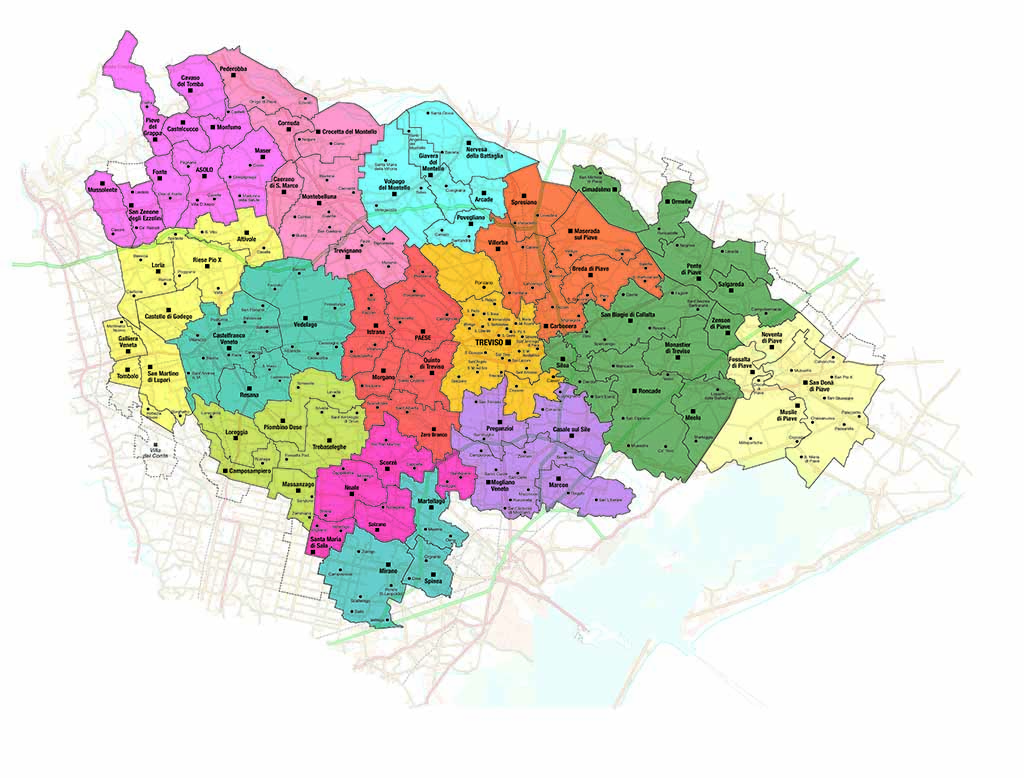
Mapa de los vicariatos

En 2022 en la diócesis existían 265 parroquias agrupadas en 14 vicariatos:
- Vicariato urbano (con sede en Treviso, cerca de la catedral);
- Vicariato de Asolo (con sede en Asolo);
- Vicariato de Camposampiero (con sede en Camposampiero);
- Vicariato de Castelfranco (con sede en Castelfranco Veneto);
- Vicariato de Castello di Godego (con sede en Castello di Godego);
- Vicariato de Mirano (con sede en Mirano);
- Vicariato de Mogliano (con sede en Mogliano Veneto);
- Vicariato de Monastier (con sede en Monastier di Treviso);
- Vicariato de Montebelluna (con sede en Montebelluna);
- Vicariato de Nervesa (con sede en Nervesa della Battaglia);
- Vicariato de Noale (con sede en Noale);
- Vicariato de Paese (con sede en Paese);
- Vicariato de San Donà di Piave (con sede en San Donà di Piave);
- Vicariato de Spresiano (con sede en Spresiano).

El 26 de febrero de 2012 Gianfranco Agostino Gardin instituyó oficialmente las primeras cuatro colaboraciones pastorales de Castelfranco, Santa Bona, Istrana y Paese, que involucran a 19 parroquias llamadas a compartir iniciativas y recursos entre ellas, incluido, a largo plazo, el mismo párroco, dada la crisis vocacional que ha golpeado a la misma diócesis veneciana. Para diciembre de 2018 las colaboraciones pastorales establecidas alcanzan el número de 43.

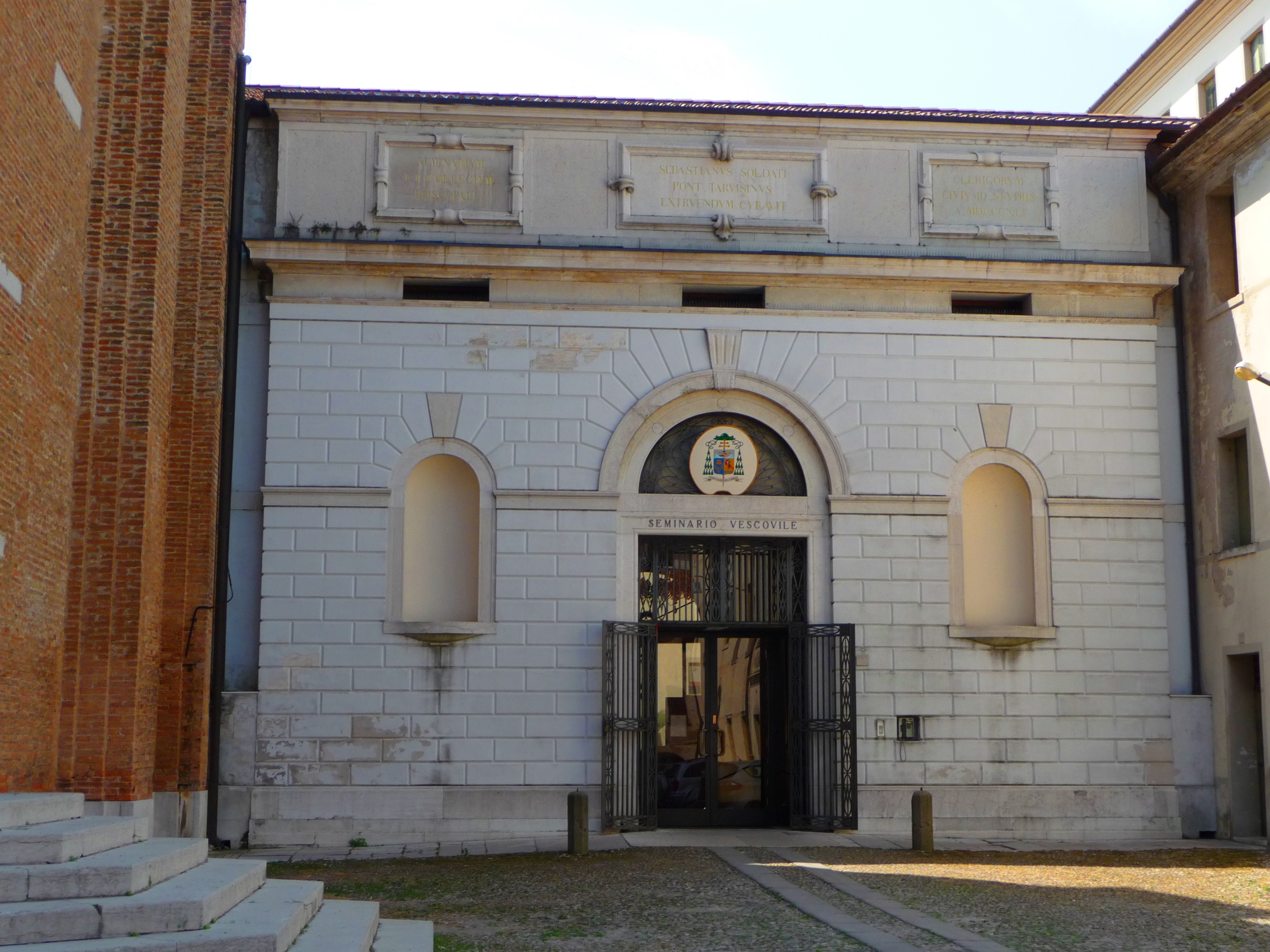
Seminario diocesano de Treviso

De la diócesis de Treviso dependen tres misiones extranjeras:
- San Juan Bautista de las Misiones, en el departamento de Misiones en Paraguay;
- Manaus, en el estado de Amazonas en Brasil;
- Fianga, en la región de Mayo-Kebbi Este en Chad.

## Historia

### Orígenes
En los primeros años de la era cristiana, Treviso representaba un municipium incluido en la Regio X Venetia et Histria: la extensión original de la diócesis, por tanto, coincidía con el territorio administrativo de la ciudad, delimitada, probablemente, al sur y al oeste por el Sile, al este por el río Piave y al norte por la Vía Postumia.
Una tradición refiere a san Prosdócimo de Padua, que vivió en el siglo I, la primera evangelización, y por tanto la organización eclesiástica, del territorio véneto. Sin embargo, se cree que la presencia cristiana en Treviso no es anterior al siglo IV, y ciertamente en esa época no era tan significativa como para justificar la presencia de un obispo.
El primer obispo atestiguado históricamente es un tal Felice, citado por su amigo Venancio Fortunato y por Pablo el Diácono. Este último recuerda que, en el año 569, alcanzó al rey lombardo Alboino en Lovadina y lo convenció de perdonar la ciudad, obteniendo también algunas ampliaciones de su propio territorio, separadas de las diócesis de Altino y Oderzo. Felice, con sus sucesores Rustico y Felice II, también es recordado por haber participado en el cisma Tricapitolino, oponiéndose al papa.
De hecho, la importancia de la Iglesia de Treviso creció con la decadencia de las dos ciudades, antaño animados centros comerciales y episcopales. En cuanto a Altino, en particular, cuando la diócesis local fue transferida a Torcello, varias reliquias fueron trasladadas a Treviso, como los cuerpos de los santos Teonisto, Tabra y Tabrata y del santo patrono Liberal. Al mismo tiempo el distrito eclesiástico se expandió considerablemente, alcanzando también los territorios entre el Sile y el Musone.

### Edad Media
En los siglos siguientes se fue perfilando la organización territorial de la Iglesia tarvisina, dividida en cuatro arciprestazgos (Quinto, Cornuda, Godego y Mestre) de los que dependían las distintas pieves y capillas. En 969 la diócesis se amplió aún más cuando Otón I suprimió la diócesis de Asolo, incorporando su territorio al de Treviso. Mientras tanto, la presencia benedictina se iba consolidando: en el siglo VIII los zenianos fundaron el monasterio de San Teonisto en Casier, y los nonántolanos llegaron a Lanzago, cerca de la iglesia de San Paolo, mientras se perfilaba la institución del cabildo catedralicio. En el siglo X le tocó el turno a Santa Maria Assunta en Mogliano Veneto y a Santa Maria del Pero en Monastier.
A partir del siglo XIII las instituciones religiosas en la ciudad y en la diócesis se vieron fortalecidas con la llegada de las órdenes mendicantes (en este orden, franciscanos, dominicos y agustinos, concluyendo con las monjas de clausura), fomentándose el estudio, la predicación y el nacimiento de las Órdenes Terceras. En la Iglesia de Treviso florecieron figuras ilustres como el beato Niccolò da Boccasio, que se convirtió en el papa Benedicto XI, san Parisio y el beato Enrico da Bolzano.
En el mismo período, sin embargo, los obispos se vieron involucrados en las guerras que ensangrentaron la Marca: es el caso de Adalberto Ricco, encarcelado por Ezzelino III da Romano.
En 1334 la diócesis se extendió también a la zona de San Donà di Piave, ya incluida en la diócesis de Eraclea.

### Edad Moderna
Desde el siglo XIV hasta 1797 la diócesis estuvo incluida en los dominios de la República de Venecia, de cuyo patriciado procedían la mayor parte de los obispos. Al mismo tiempo, hubo un período de relajación en la vida espiritual, debido al bienestar y la estabilidad política que llevó Venecia. Fue por esta razón que, a partir de finales del siglo XIV, se desarrollaron las congregaciones religiosas. En este contexto cabe citar a los obispos Giovanni Benedetti y Ludovico Barbo. Entre los siglos XV y XVI, también debido a la residencia discontinua de obispos y párrocos, se produjo un ulterior período de decadencia espiritual con el surgimiento de algunas herejías.
Un nuevo período de florecimiento llegó cuando el obispo Giorgio Corner regresó del Concilio de Trento. Se redecoraron las iglesias y el Palacio Episcopal, se fundó el seminario diocesano, se convocaron numerosos sínodos y aumentaron las visitas pastorales. Todo esto, sin embargo, chocaba con la ignorancia religiosa y la decadencia moral, además de que gran parte de la vida eclesiástica estaba sometida al rígido control de la República de Venecia.
Siempre parte de la provincia eclesiástica de Aquilea, con la supresión de esta última, el 19 de enero de 1753, mediante la bula Suprema dispositione del papa Benedicto XIV, la diócesis de Treviso pasó a ser sufragánea de la arquidiócesis de Údine, nueva sede metropolitana de aquella parte del antiguo patriarcado que se encontraba en el territorio de la República de Venecia.
En los tumultos que siguieron a la caída de la República de Venecia (1797), la labor del obispo Bernardino Marín fue fundamental. A diferencia de otras autoridades eclesiásticas, trabajó para salvaguardar los intereses del clero y de la población. Sin embargo, los daños resultantes de las supresiones fueron considerables: el clero trevisano se redujo a casi un tercio, numerosas instituciones religiosas fueron cerradas, iglesias y monasterios fueron literalmente saqueados (los complejos de Santa Margherita y Santa María son ejemplos ejemplares).
El 1 de mayo de 1818, mediante la bula De salute Dominici gregis del papa Pío VII, Údine se convirtió en simple obispado y Treviso fue agregada a la provincia eclesiástica de Venecia. Al mismo tiempo, se produjeron algunas pequeñas variaciones territoriales, con la adquisición de los enclaves de Mussolente y Casoni (de la diócesis de Belluno) y de Moniego (de la diócesis de Údine).
Luego siguieron los años del obispo Sebastiano Soldati, quien tuvo que hacer frente a la presión del gobierno austríaco. El descontento general también afectó a los religiosos y se cree que alrededor de un tercio del clero estuvo involucrado en los disturbios de 1848.
En 1865, después de siglos de reivindicaciones, asumió el control de la abadía de Sant'Eustachio (que durante mucho tiempo había sido reducida a una prebostacía) y el título de abad pasó al propio obispo.
En 1892 se fundó el periódico diocesano La Vita del Popolo.
La última variación territorial se remonta a 1927, año en el que la diócesis, mediante la bula Ob nova del papa Pío XI, perdió la mayor parte del territorio continental veneciano (parroquias de Chirignago, Mestre, Dese, Favaro, Trivignano, Zelarino, Campalto, Carpenedo, pero también Oriago, Borbiago y Mira), cediéndola al patriarcado de Venecia. Este acto se llevó a cabo bajo presión del gobierno fascista de la época, que favorecía una mayor correspondencia entre las circunscripciones políticas y eclesiásticas (el territorio cedido había sido recientemente incorporado a la comuna de Venecia).
El 25 de noviembre de 1956, con la carta apostólica Pauper et humilis, el papa Pío XII proclamó a san Pío X y san Liberal patronos de la diócesis.
En diciembre de 2023 nació la Fundación Diocesana Treviso Energy Ets, la primera comunidad de energía renovable en Italia con administración diocesana.

## Estadísticas
Según el Anuario Pontificio 2023 la diócesis tenía a fines de 2022 un total de 763 000 fieles bautizados.
| Año                                                                             | Población            | Población | Población      | Sacerdotes | Sacerdotes    | Sacerdotes    | Bautizados por sacerdote | Diáconos permanentes | Religiosos | Religiosos | Parroquias |
| Año                                                                             | Bautizados católicos | Total     | % de católicos | Total      | Clero secular | Clero regular | Bautizados por sacerdote | Diáconos permanentes | Varones    | Mujeres    | Parroquias |
| ------------------------------------------------------------------------------- | -------------------- | --------- | -------------- | ---------- | ------------- | ------------- | ------------------------ | -------------------- | ---------- | ---------- | ---------- |
| 1950                                                                            | 541 338              | 541 410   | 100.0          | 802        | 624           | 178           | 674                      |                      | 234        | 1998       | 238        |
| 1969                                                                            | 570 573              | 570 830   | 100.0          | 847        | 585           | 262           | 673                      |                      | 379        | 2210       | 250        |
| 1980                                                                            | 684 417              | 685 666   | 99.8           | 830        | 553           | 277           | 824                      | 1                    | 406        | 1420       | 262        |
| 1990                                                                            | 720 405              | 727 256   | 99.1           | 765        | 518           | 247           | 941                      | 5                    | 393        | 1289       | 265        |
| 1999                                                                            | 766 278              | 777 278   | 98.6           | 697        | 484           | 213           | 1099                     | 12                   | 305        | 1036       | 265        |
| 2000                                                                            | 769 500              | 783 556   | 98.2           | 693        | 483           | 210           | 1110                     | 16                   | 302        | 1026       | 265        |
| 2001                                                                            | 768 500              | 792 431   | 97.0           | 686        | 479           | 207           | 1120                     | 16                   | 298        | 1016       | 265        |
| 2002                                                                            | 770 050              | 800 161   | 96.2           | 667        | 462           | 205           | 1154                     | 17                   | 295        | 990        | 265        |
| 2003                                                                            | 770 045              | 800 216   | 96.2           | 660        | 462           | 198           | 1166                     | 17                   | 279        | 955        | 265        |
| 2004                                                                            | 772 150              | 807 877   | 95.6           | 658        | 463           | 195           | 1173                     | 17                   | 273        | 941        | 265        |
| 2010                                                                            | 807 020              | 885 220   | 91.2           | 605        | 433           | 172           | 1333                     | 22                   | 229        | 822        | 265        |
| 2014                                                                            | 805 900              | 906 000   | 89.0           | 553        | 413           | 140           | 1457                     | 22                   | 163        | 546        | 265        |
| 2017                                                                            | 777 300              | 884 100   | 87.9           | 534        | 399           | 135           | 1455                     | 26                   | 135        | 480        | 265        |
| 2020                                                                            | 778 500              | 886 000   | 87.9           | 521        | 377           | 144           | 1494                     | 26                   | 144        | 468        | 265        |
| 2022                                                                            | 763 000              | 868 370   | 87.9           | 519        | 369           | 150           | 1470                     | 26                   | 150        | ?          | 265        |
| Fuente: Catholic-Hierarchy, que a su vez toma los datos del Anuario Pontificio. |                      |           |                |            |               |               |                          |                      |            |            |            |

## Episcopologio
- Giovanni il Pio † (396)
- Giocondo † (421)
- Elviando † (451)[nota 1]
- Felice I Pilumno † (mencionado en 569)
- Rustico † (mencionado en 589/590)[nota 2]
- Felice II † (mencionado en 591)
- Tiziano? † (mencionado en 743)[nota 3]
- Fortunato † (777-803)[nota 4]
- Landolo? † (mencionado en 810)[nota 5]
- Lupo † (mencionado en 814)
- Adeodato † (antes de 826-después de 859)
- Domenico † (mencionado en 866)
- Aladono † (mencionado en 880 circa)
- Adalberto I † (antes de 904-después de 930)
- Martino? † (mencionado en 965)[nota 6]
- Alberico (o Adalberto II o Alberto) † (antes de 967-después de 968)[nota 7]
- Felice III † (mencionado en 966)
- Rozone † (antes de 969-después de 1001)
- Almerigo I † (antes de 1006-después de 1115)[12]
- Arnaldo † (antes de 1021-11 de abril de 1023/1026 falleció)[13]
- Rotario I † (1023/1026-1041 falleció)[14]
- Ulderico I (o Oderigo, Ulderigo) † (mencionado en 1045)
- Rotario II † (antes de octubre de 1046-8 de octubre de 1065 falleció)[14]
- Volfranco † (antes del 19 de noviembre de 1065-1069/1070 falleció)[15]
- Acelino † (antes de abril de 1070-después de enero de 1073)[16]
- Rolando † (antes de febrero/marzo de 1078-después de octubre de 1089)[16]
- Corrado? †
- Olderico II? †
- Almerigo II? †[nota 8]
- Lupoldo o Gumboldo † (antes de julio/diciembre de 1096-18 de septiembre de 1124 falleció)[17]
- Gregorio Giustiniani † (antes de 1131-después de 1150)
- Bonifacio † (mencionado en 1152)
- Biancone † (1153-después de enero de 1156)
- Ulderico III † (circa 1157-1179)
- Corrado II † (1179-1197 falleció)
- Enrico di Ragione † (mencionado en noviembre de 1197)
- Ambrogio † (1199-4 de julio de 1209 renunció)
- Tisone da Vidor † (1209-1245 falleció)
- Gualtiero, O.P. † (antes de mayo de 1247-8 de febrero de 1255 nombrado obispo de Castello)[18]
- Adalberto III Ricco, O.F.M. † (27 de agosto de 1255-28 de abril de 1274 o 1275 falleció)
- Presavio Novello † (16 de octubre de 1279-?)
- Tolberto Calza † (mencionado en 1290)
- Pandolfo da Lusia † (antes del 24 de noviembre de 1305-después de agosto de 1308)[nota 9]
- Salomone de' Salomoni † (antes de 1309-1322 falleció)
- Ubaldo de' Gabrielli, O.S.B. † (6 de junio de 1323-1336 falleció)
- Pier Paolo Dalla Costa † (4 de mayo de 1336-1350 falleció)
- Giovanni Malabayla † (18 de abril de 1352-3 de julio de 1355 nombrado obispo de Asti)
- Azzone de' Maggi † (3 de julio de 1355-17 de julio de 1357 falleció)
  - Pileo da Prata † (1 de junio de 1358-12 de junio de 1359 nombrado obispo de Padua) (obispo electo)[19]
- Pierdomenico di Baone † (12 de junio de 1359-1384)
- Niccolò Beruti, O.P. † (27 de octubre de 1385-9 de septiembre de 1394 nombrado obispo de Massa Marittima)[nota 10]
- Lorenzo Gambacorta † (9 de septiembre de 1394-1409 falleció)
- Giacomo da Treviso † (25 de noviembre de 1409-febrero de 1416 falleció)
  - Giovanni Motoni † (13 de marzo de 1416-?) (obispo electo)[nota 11]
- Giovanni Benedetti, O.P. † (8 de marzo de 1418-14 de abril de 1437 falleció)
- Ludovico Barbo, O.S.B. † (15 de abril de 1437-septiembre de 1443 falleció)
- Ermolao Barbaro † (16 de octubre de 1443-16 de noviembre de 1453 nombrado obispo de Verona)
- Marino Contarini † (19 de noviembre de 1453-antes del 2 de octubre de 1455 falleció)
- Marco Barbo † (14 de noviembre de 1455-17 de septiembre de 1464 nombrado obispo de Vicenza)
- Teodoro de Lellis † (17 de septiembre de 1464-31 de marzo de 1466 falleció)
- Francesco Barozzi † (17 de abril de 1466-1471 falleció)
- Pietro Riario, O.F.M.Conv. † (4 de septiembre de 1471-28 de abril de 1473 nombrado arzobispo de Spalato)
- Lorenzo Zane † (28 de abril de 1473-27 de febrero de 1478 nombrado obispo de Brescia)
- Giovanni o Zanetto Dacre, O.F.M. † (6 de abril de 1478-15 de febrero de 1485 falleció)
- Nicolò Franco † (21 de febrero de 1485-1499 falleció)
- Bernardo de' Rossi † (16 de agosto de 1499-28 de junio de 1527 falleció)
  - Francesco Pisani † (27 de enero de 1528-20 de febrero de 1538 renunció) (administrador apostólico)
- Giorgio Corner † (20 de febrero de 1538-1577 renunció)
- Francesco Corner † (29 de noviembre de 1577-1595 renunció)
- Ludovico Molin † (13 de noviembre de 1595-1604 falleció)
- Francesco Giustiniani, O.S.B. † (18 de julio de 1605-1623 renunció)
- Vincenzo Giustiniani † (18 de diciembre de 1623-31 de enero de 1633 nombrado obispo de Brescia)
- Silvestro Marcantonio Morosini, O.S.B. † (14 de marzo de 1633-7 de marzo de 1639 falleció)
- Marco Morosini † (3 de octubre de 1639-31 de julio de 1645 nombrado obispo de Brescia)
- Giovanni Antonio Lupi † (21 de agosto de 1645-4 de enero de 1668 falleció)
- Bartolomeo Gradenigo † (27 de febrero de 1668-13 de julio de 1682 nombrado obispo de Brescia)
- Giovanni Battista Sanudo † (19 de junio de 1684-enero de 1709 falleció)
- Fortunato Morosini, O.S.B. † (7 de abril de 1710-15 de marzo de 1723 nombrado obispo de Brescia)
- Augusto Antonio Zacco † (22 de noviembre de 1723-18 de febrero de 1739 falleció)
- Benedetto De Luca † (22 de junio de 1739-junio de 1750 falleció)
- Paolo Francesco Giustinian, O.F.M.Cap. † (16 de noviembre de 1750-16 de febrero de 1788 renunció[nota 12])
- Bernardino Marin, C.R.L. † (7 de abril de 1788-9 de octubre de 1817 falleció)
  - Sede vacante (1817-1822)[nota 13]
- Giuseppe Grasser † (2 de diciembre de 1822-15 de diciembre de 1828 nombrado obispo de Verona)
- Sebastiano Soldati † (18 de mayo de 1829-10 de diciembre de 1849 falleció)
- San Giovanni Antonio Farina † (30 de septiembre de 1850-28 de septiembre de 1860 nombrado obispo de Vicenza)
- Federico Maria Zinelli † (30 de septiembre de 1861-24 de noviembre de 1879 falleció)
- Giuseppe Callegari † (27 de febrero de 1880-25 de septiembre de 1882 nombrado obispo de Padua)
- Giuseppe Apollonio † (25 de septiembre de 1882-12 de noviembre de 1903 falleció)
- Beato Andrea Giacinto Longhin, O.F.M.Cap. † (13 de abril de 1904-26 de junio de 1936 falleció)
- Antonio Mantiero † (24 de agosto de 1936-15 de febrero de 1956 falleció)
- Egidio Negrin † (4 de abril de 1956-15 de enero de 1958 falleció)
- Antonio Mistrorigo † (25 de junio de 1958-19 de noviembre de 1988 retirado)
- Paolo Magnani † (19 de noviembre de 1988-3 de diciembre de 2003 retirado)
- Andrea Bruno Mazzocato (3 de diciembre de 2003-20 de agosto de 2009 nombrado arzobispo de Údine)[nota 14]
- Gianfranco Agostino Gardin, O.F.M.Conv. † (18 de diciembre de 2009-6 de julio de 2019 retirado)
- Michele Tomasi, desde el 6 de julio de 2019